# تپه چورس
تپه چورس مربوط به دوران پیش از تاریخ ایران باستان تا دوران‌های تاریخی پس از اسلام است و در بخش مرکزی شهرستان چایپاره در روستای چورس واقع شده و این اثر در تاریخ ۱۴ مرداد ۱۳۸۲ با شمارهٔ ثبت ۹۴۱۸ به‌عنوان یکی از آثار ملی ایران به ثبت رسیده است.